# 갈기산 (충북)
갈기산(鞨騏山)은 대한민국 충청북도 영동군에 있는 산이다. 높이 585m인 이 산은 모양이 말의 갈기와 비슷하다 하여 갈기산이란 이름이 붙여졌다.

## 같이 보기
- 한국의 산